# サウス・ウェスト・トレインズ

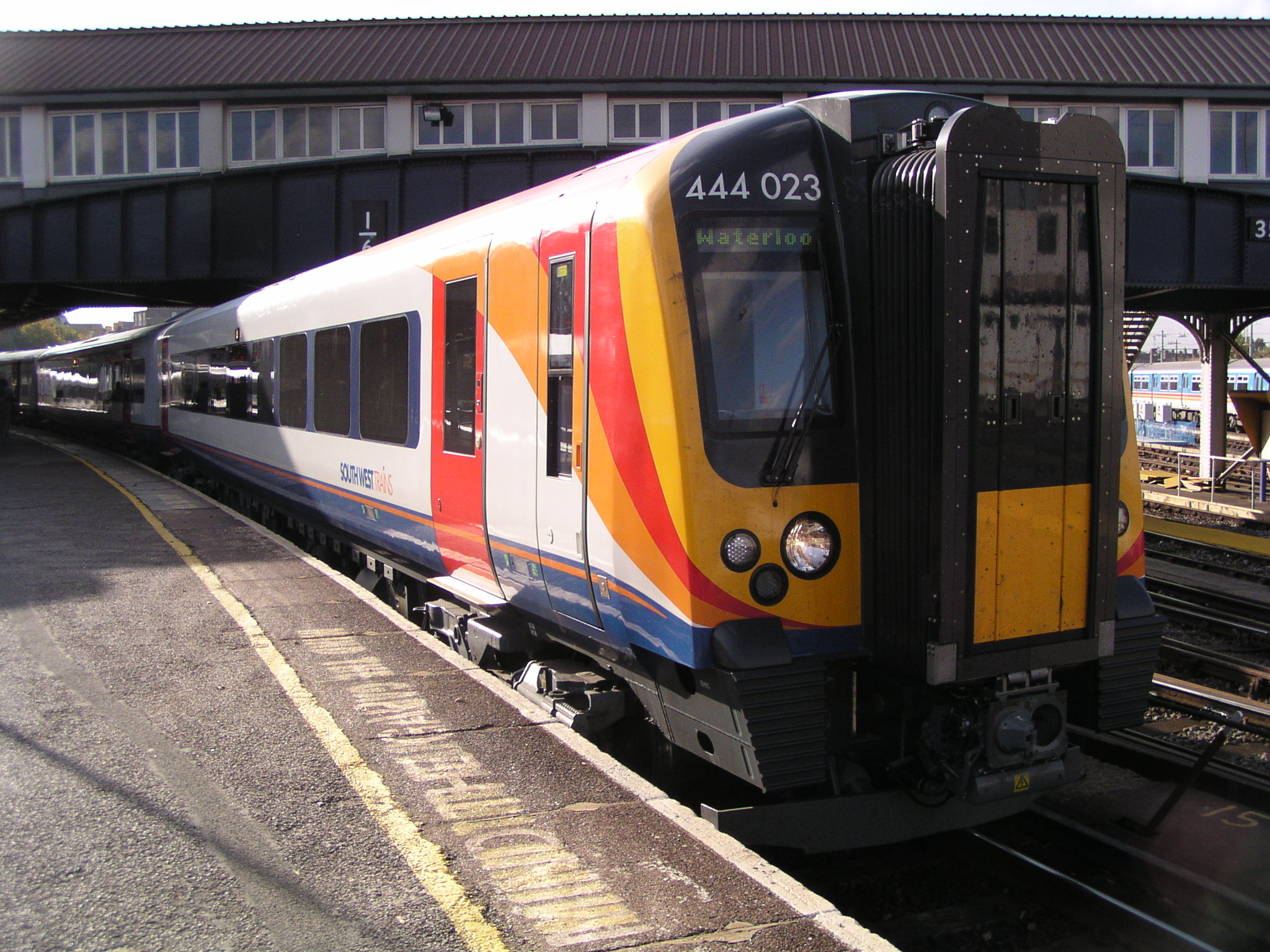
長距離列車向けの444形「デジロ」

サウス・ウェスト・トレインズ（英語:South West Trains 略SWT）は、イギリスの列車運行会社で、イギリス国鉄民営化に伴い1996年にステージコーチの子会社として発足した。イングランド南部とロンドン南西部を営業範囲し、グレーター・ロンドン、サリー、ハンプシャー、ドーセット、デヴォン、サマセット、バークシャー、ウィルトシャーなどの主要都市を結ぶ路線網を擁する。
2017年8月に営業権の満了に伴い営業を終了し、以降はファーストグループと香港MTRの合弁会社サウス・ウェスタン・レールウェイに継承された。

## 歴史
1995年、イギリス南西部の路線の営業権を獲得したステージコーチ・グループの子会社として発足。1996年2月より列車運行を開始し、継続して運営・営業を行っている。社名は1920年代に存在したロンドン・アンド・サウス・ウェスタン鉄道に由来し、路線網もほぼ同じ範囲に展開している。登記上の正式名称はステージコーチ･サウス・ウェスタン・トレインズ（Stagecoach South Western Trains Limited)。
親会社のステージコーチはイースト・ミッドランズ・トレインズを所有している他、ヴァージン・トレインズの49%を所有している。
当初は乗務員不足に起因する遅延や運休が常態化し、乗客から不安の声が上がるなど非効率な状態にあったが、新車導入やバリアフリー化といった改善計画の実行が功を奏し、一般並みの信頼性を回復するに至った。改善計画が完了した2007年12月に運行ダイヤを改定し、ネットワーク・レールとSWTのウォータールー駅のコントロール・センターをそれに委託し統一した。その目的は責任がある鉄道運転手の団体の間で意思疎通を向上させるためである。
2006年にはワイト島の鉄道を運営するアイランド・ライン・トレインズを含めたフランチャイズを落札し、2007年2月より10年間の契約で運営・営業を行っている。
SWTの路線営業権（フランチャイズ）は、2017年8月19日をもって満了する。 翌日以降、ファーストグループ(70%)と香港MTR(30%)による合弁会社サウス・ウェスタン・レールウェイ(英語)による運行になる。

## 運行設備
路線の大部分は直流750V・第三軌条方式によって電化されている。非電化のソールズベリー、エクセター、ブリストルなどに向かう列車にはディーゼルカーが用いられる。一日あたりの列車運行本数は約1600本である。
運転系統は、ターミナルであるロンドン・ウォータールーを拠点に、イングランドの西部と南部の地域をロンドンと結んでいる。南西ロンドンでは複数の郊外通勤路線が本線に連絡している。

### 本線区
SWTは6つの本線を運営している。

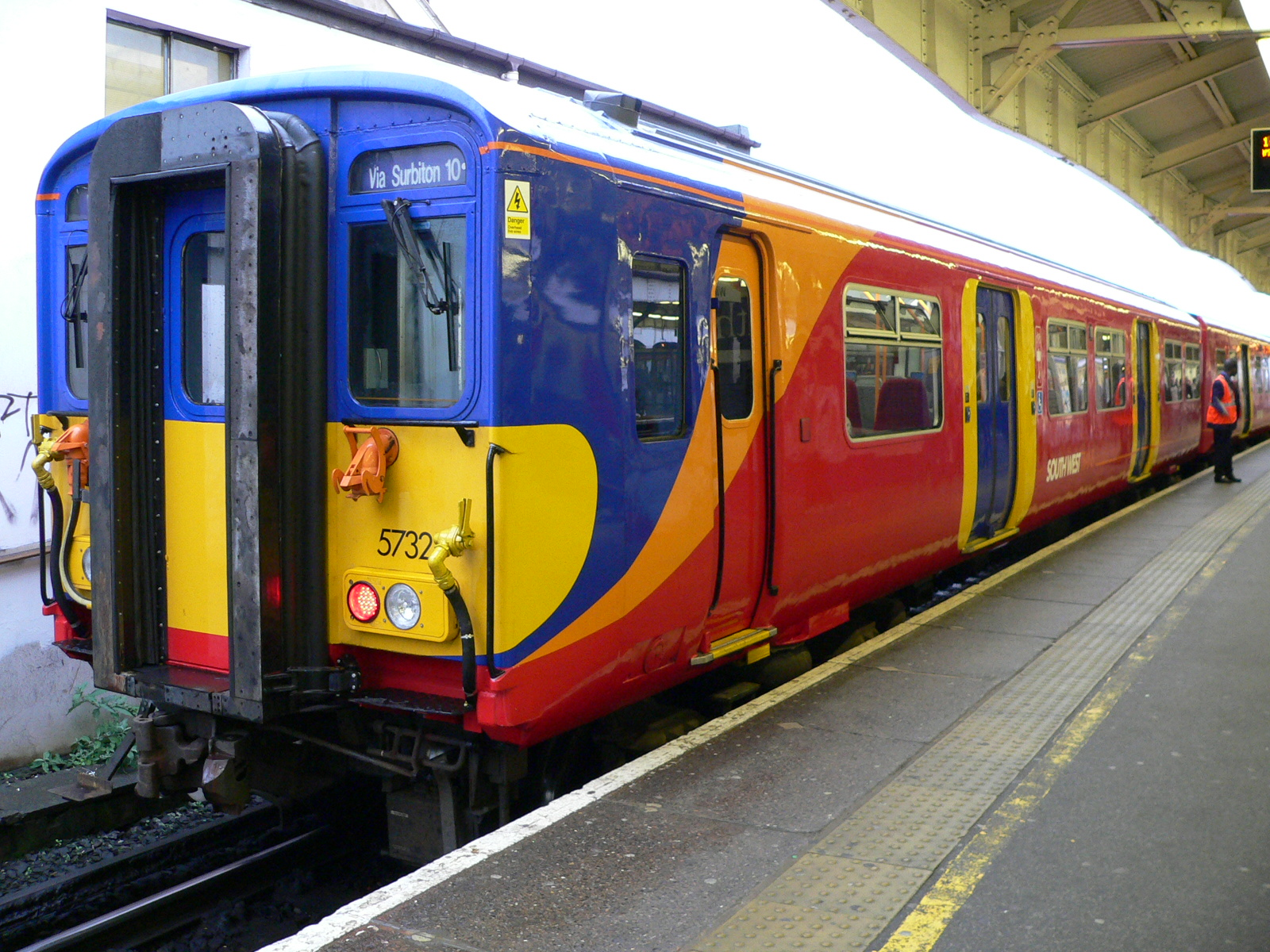
郊外のウィンブルドン駅に停車中の455形電車。

- サウス・ウェスタン本線 : サウサンプトン・セントラル駅、ボーンマス駅、ウェイマス駅へ

月曜日-土曜日は1時間に2本がウェイマス駅へ、1時間に1本がプール駅へ運行、日曜日にはボーンマスまでの列車をプールまで延長運行している。
- ポーツマス直結線 : ギルフォード駅、ヘイズルメア駅方面。

ウォキング駅でサウス・ウェスタン本線より分岐する。ギルフォードへは1時間に4本運行。準速達列車1本と各駅停車stopping 1本がヘイズルメアに至り、準高速列車はその先ポーツマスまで各駅停車として運行される。速達列車は約30分間隔で運行され、月曜日から土曜日は1時間に2本とも速達列車として、日曜日は1時間に1本がギルフォードから先、各駅停車として運行される。
- 西イングランド本線 : ソールズベリー駅、ヨーヴィル・ジャンクション駅、エクセター・セント・デーヴィス駅へ。

ベイジングストーク駅でサウス・ウェスタン本線から分かれる。2009年12月に、エクセターから西の運行は終了した。
- ウェセックス本線 (一部) : ソールズベリー駅 - ブリストル・テンプル・ミーズ駅。

この路線の列車はウォータールー駅発で、ソールズベリー駅でウェスト・オブ・イングランド本線から分かれる。
- ウォータールー駅からベイジングストーク駅 - イーストレイ駅 - ポーツマス・ハーバー駅。
- ウォータールー駅からステインズ - アスコット - レディング駅。

### 郊外線
郊外の路線は上記の本線から分岐する。
- ウォータールー-レディング線 : クラパムジャンクション駅からレディング駅へ。
  - ハウンズロー・ループ線 : バーネス駅からWhittonまたはFelthamまで
  - ウィンザー支線 : ステインズ駅からウィンザー・アンド・イートン・レバーサイド駅。
  - チャーツィー支線 : ヴァージニア・ウォーター駅からウェイブリッジ駅まで。
  - アスコット-ギルフォード線 : カンベリー駅経由でオールダーショット駅へ。
- サットン・アンド・モール・ヴァレー線 : Raynes Parkからエプソム駅経由でドーキング駅へ。
  - チェシントン支線 : Motspur Parkから。
  - リアザーヘッド駅からギルフォード駅への支線 (en:New Guildford Line)。
- キングストン・ループ線 : サウス・ウェスタン本線のニュー・マルデン駅からウォータール–レディング線のトゥイッケナム駅へ。
  - シェパートン支線 : テディントン駅から。通常、この路線の列車はニュー・マルデン駅経由でやってくるが、トゥイッケナム駅経由の列車もある。
- ニュー・ギルフォード線 : サビートン、コブハム経由でギルフォード駅へ。ロンドンからギルフォード方面へは、ウォキング経由の本線を利用することもできる。
- ハンプトン・コート支線 : サービトン駅から。
- オルトン支線 : ブックウッド駅から。保存鉄道のMid-Hants Railwayも運行されている路線である。

### その他路線
- サウサンプトン地域線 : ソールズベリー駅から、サウサンプトン・セントラル駅、チャンドラーズ・フォード駅を経由してラムジー駅へ。
- ライミントン保存線 : ブロッケンホース駅からライミントン・ピア駅。
- アイランド線 (ワイト島) : ライド・ピア・ヘッド駅からシャクリン駅。Island Lineの名で運行されている。
- サウサンプトン・セントラル駅からポーツマス・アンド・サウスシー駅へ。

## 切符

### オイスターカードほか
オイスターカード  pay as you goプリペイドはサウス・ウェスト・トレインズでグレーター・ロンドン地域で入手可能になった。オイスターカード・トラベルカーズとシーズン・チケットはロンドン・トラベルカーズのエリア内でいつでも有効である。また、同様の紙製の普通のトラベルカードとシーズン・チケットも同様である。

## 業績
最近の業績は2007年8月は金融上の年でPPMは93.4%でMAAは92.3%であったとORR(鉄道規則会社、en:Office of Rail Regulation)が公開した。

## 車両
電車はシーメンス製「デジロ」の450形と444形、アルストム製「ジュニパー」の458形、国鉄時代からの455形、456形が使用されている。気動車は159形を30編成（159/0形22本、159/1形8本）、および158形の11編成を保有する。
国鉄から継承したスラムドア車のうち、最後まで残った421形1396編成・1398編成と423形3536編成は2005年5月26日までウォータールー駅・ボーンマス駅間を走っていた。複数の車両が保存鉄道で動態保存されている。ライミントン支線では、421形の3両編成（3Cig）の2本が2005年に導入され、復刻塗装として1497編成がサザン鉄道の緑に、1948編成がイギリス国鉄の青灰2色塗装になった。2010年に158形気動車と450形電車に置き換わり引退し、保存鉄道に移っている。
159/1形はワブテックのドンカスター工場で158形から改造、そしてトランスペニン・エクスプレスの170形と交換、さらに運転中の列車にまで広がった。さらに、トランスペニン・エクスプレスから標準の2両連結車両の158形を11編成以上を受け取り改装し、車号も改称された。現在、SWTの159/0形は全車両が改装され、新車同然の装いとなった。走行機器類の変更はない。158形の2編成（786・789）はファースト・スコットレールに移籍し、エディンバラ・ヘイマーカー気動車基地に配置されている。
2007年に営業権を統合したワイト島のアイランド線は、起点ライドにあるトンネル断面が標準規格より小さいため、ロンドン地下鉄（チューブ）の小型電車を走らせている。現用の483形は国鉄時代の1992年に中古で導入され、2007年に2両編成6本をアイランド・ライン社より継承した。5編成が現役であり、1編成が保管されている。

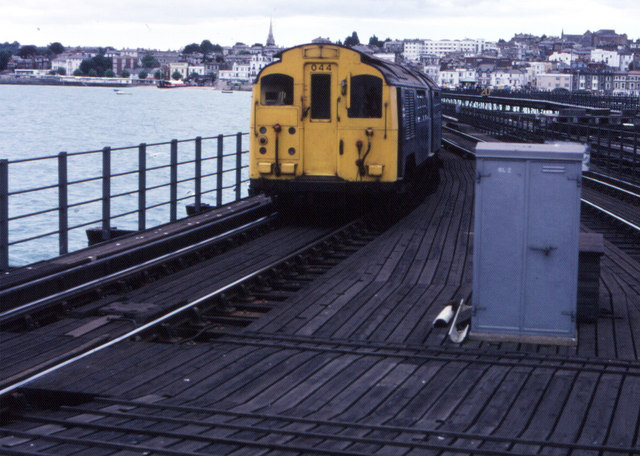
かつてはロンドン地下鉄標準型車両が使われていた。

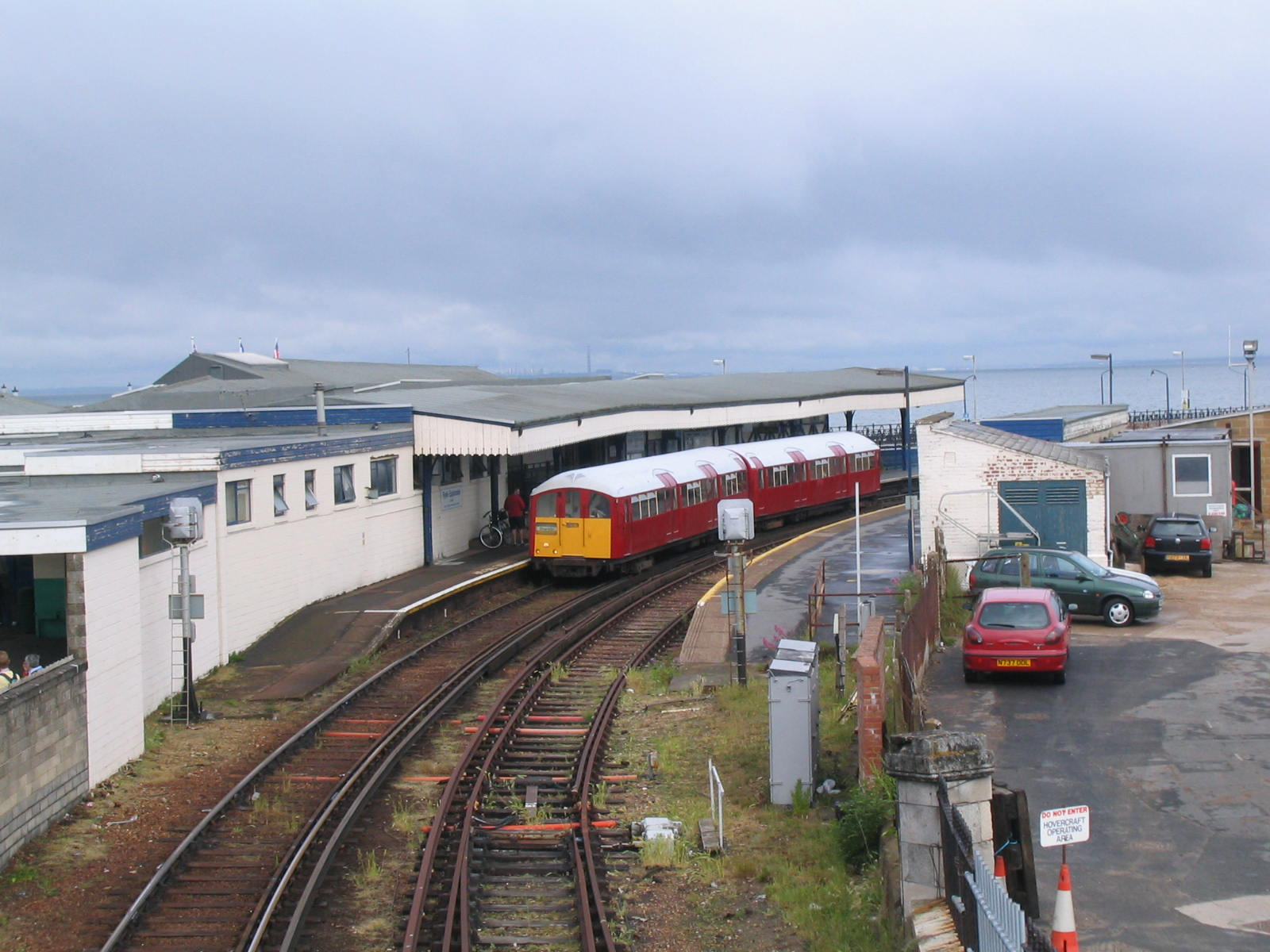
483形(ライド・エスプラナードにて)

### 現有車両
| 形式                                | 画像 | 車種                       | 最高速度 | 最高速度 | 総数    | 運用区間 | 製造年                                  |
| 形式                                | 画像 | 車種                       | mph      | km/h     | 総数    | 運用区間 | 製造年                                  |
| ----------------------------------- | ---- | -------------------------- | -------- | -------- | ------- | --- | --------------------------------------- |
| 73形                                |      | 電気・ディーゼル両用機関車 | 90       | 145      | 3両     | 救援機関車 | 1962年                                  |
| 158形「エクスプレス・スプリンター」 |      | 気動車                     | 90       | 145      | 11編成  | ロンドン - ソールズベリー、ブリストル ロムニー - ソールズベリー 経由 サウサンプトン | 1989年 - 1992年                         |
| 159形「サウス・ウェスタン・ターボ」 |      | 気動車                     | 90       | 145      | 30編成  | ウェスト・オブ・イングランド/ウェセックス本線: ロンドン - ソールズベリー、ブリストル、エクセター、ペイントン、プリマス、ペンザンス                                                                                               | 158/0 – 1992 159/1 - 2006年改造         |
| 444形「デジロ」                     |      | 電車                       | 100      | 160      | 45編成  | 本線: ロンドン - ウェイマウス (サウス・ウェスタン本線) ロンドン - ポーツマス | 2003年 - 2004年                         |
| 450形「デジロ」                     |      | 電車                       | 100      | 160      | 127編成 | 外側の郊外路線: ロンドン - ポーツマス、オルトン、レディング、ウィンザー&リバーサイド アスコット - ギルフォード ハウンズロー・ループ線 サウサンプトン - ポーツマス & サウスシー                                                   | 2002年 - 2007年                         |
| 455形                               |      | 電車                       | 75       | 120      | 91編成  | 内側の郊外路線: ロンドン - シェパートン、ハンプトン・コート、ウォーキング、ロンドン（ハウンズロー経由） /ロンドン 経由 ストロベリー・ヒル / ドーキング / ギルフォード 経由 オックスショットまたは エプソム / チェシントン サウス | 1983年 - 1985年 2005年 - 2008年改造した |
| 458形「ジュニパー」                 |      | 電車                       | 100      | 160      | 30編成  | ロンドン - レディング / アスコット - ギルフォード | 1999年 - 2001年                         |
| 483形                               |      | 電車                       | 45       | 72.5     | 6編成   | ライド・ピア・ヘッド - シャクリン | 1938年登場 （1989年 - 1992年譲受)       |

### 過去の車両
| 形式                                         | 画像 | 車種   | 製造年                | 引退       | 備考                                                       |
| -------------------------------------------- | ---- | ------ | --------------------- | ---------- | ---------------------------------------------------------- |
| 170形「ターボスター」                        |      | 気動車 | 2000                  | 2006-2007  | ファースト・トランスペナイン・エクスプレスとサザンに譲渡。 |
| 411形（4Cep）                                |      | 電車   | 1956-1963             | 2004 12月  | 元は別の運用会社                                           |
| 412形（4Bep）                                |      | 電車   | 1956-1963             | 2005 3月   | 2004年までに411形に改造。                                  |
| 421形（4Cig）                                |      | 電車   | 1964-1972             | 2005 5月   | 本線引退後ライミントン支線で保存運転。                     |
| 421形（3Cig）                                |      | 電車   | 1970-1972             | 2010 5月   | 歴史的に重要なため保存される見通し                         |
| 423形（4Vep）                                |      | 電車   | 1967-1974             | 2005 5月   | ブルーベル鉄道に売却。                                     |
| 442形「ウェセックス・エレクトリック」 (5Wes) |      | 電車   | 1988-1989             | 2007 2月   | ガトウィック・エクスプレスに譲渡後サザンに継承。           |
| 960形                                        |      | 気動車 | 1960年新造 2000年改造 | 2009年 3月 | スワネイジ鉄道で保存。                                     |

### 保存車
SWTは以前の車両せある411形、412形、421形、423形のスラムドア車両の幾つかを保存している。
- 411形、No. 1198 ダートムア鉄道に保存
- 412形、No. 2311 と No. 2315  エデン・ヴァレー鉄道に保存
- 412形、No. 2325  イースト・ケント鉄道 (保存鉄道)に保存。
- 421形、No. 1392 と No.1499 ディーン・フォレスト鉄道に保存。
- 421形、No. 1393 グレート・セントラル鉄道に保存。
- 421形、No. 1399 ダートムア鉄道に保存。
- 423形、No. 3417 to be moved to the ブルーベル鉄道。

対照的に、以前サザンの運行が終わった2つの車両を保存した – 421形と423形。サウス・イースタン・トレインズの完成でない車両を保存している。

## 車両基地
ウィンブルドン車両基地
ウォータールーへ向かう本線上のウィンブルドン駅とアールズフィールド駅の間にある。ウィンブルドン高架橋が近接する。
ボーンマス車両基地
ボーンマス駅の南西、かつてのボーンマス・ウェスト駅付近に位置する。入出庫線はブランクサム駅から分岐しており、同駅の2番線からの折り返し入線も可能である。442形「ウェセックス・エレクトリック」（5Wes）のサザン転属以前の最終配備地でもあった。
サウサンプトン車両基地
セント・ディナイズ駅の西と次のサウサンプトンFCのスタジアムであるセント・マリーズスタジアムの真ん中に位置する。新造導入されたデジロ車両の保守整備基地として新設された。

## SWTの批判
SWTは運賃が高いと批判されている。例えば、2008年1月に運賃が例年の4.3%値上げされた。